# Jacek Pasławski
Jacek Pasławski (ur. 4 lipca 1942 w Zwierzyńcu) – polski kartograf, metodyk i historyk kartografii związany z Uniwersytetem Warszawskim, profesor nadzwyczajny. 

## Życiorys
W 1965 ukończył studia geograficzne na Wydziale Biologii i Nauk o Ziemi Uniwersytetu Warszawskiego. Jego praca magisterska dotyczyła pruskiej mapy Karte des Deutschen Reiches w skali 1:100 000. Po studiach pracował przez cztery lata w Państwowym Przedsiębiorstwie Wydawnictw Kartograficznych. Następnie w 1969 rozpoczął na UW studia doktoranckie. W 1973 obronił pracę doktorską Kartograficzne aspekty regionalizacji geograficzno-ekonomicznej napisaną pod kierunkiem Lecha Ratajskiego i został na UW zatrudniony jako adiunkt. W 1976 odbył roczne stypendium w Kansas University. Habilitował się w 1992 na podstawie rozprawy Kartogram jako forma prezentacji kartograficznej. 
Pracując na Uniwersytecie Warszawskim, w latach 1985–1994 prowadził też zajęcia z kartografii i topografii w Wyższej Szkole Pedagogicznej w Kielcach. W okresie 1997–2011 był kierownikiem Katedry Kartografii na Wydziale Geografii i Studiów Regionalnych Uniwersytetu Warszawskiego.
Specjalista w zakresie teorii kartografii, w tym kartograficznych metod prezentacji. Autor licznych artykułów dotyczących różnych form prezentacji, w szczególności kartogramów i map kropkowych, oraz historii kartografii. Autor i współautor podręczników akademickich, od 1977 członek redakcji „Polskiego Przeglądu Kartograficznego”, a w 1996–2014 jego redaktor naczelny. Uczestniczył w pracach Rady Redakcyjnej Atlasu Rzeczypospolitej Polskiej. 
Członek Komitetu Nauk Geograficznych PAN, Stowarzyszenia Kartografów Polskich oraz Polskiego Towarzystwa Geograficznego, w którym był współtwórcą i pierwszym przewodniczącym Oddziału Kartograficznego. Wieloletni członek Komitetu Narodowego ds. Międzynarodowej Asocjacji Kartograficznej oraz Państwowej Rady Geodezyjnej i Kartograficznej. Wypromował 6 doktorów i ponad 30 magistrów. Odznaczony Medalem Stowarzyszenia Kartografów Polskich im. prof. Andrzeja Makowskiego za istotny wkład w rozwój kartografii.

## Ważniejsze prace
- Jacek Pasławski: Jak opracować kartogram. Warszawa: Uniwersytet Warszawski. Wydział Geografii i Studiów Regionalnych, 2003. ISBN 83-89502-30-5. Brak numerów stron w książce
- Jacek Pasławski (red.): Wprowadzenie do kartografii i topografii. Wrocław: Nowa Era, 2006. ISBN 83-7409-229-7. Brak numerów stron w książce
- Jacek Pasławski: Z historii kartograficznych form i metod prezentacji. [w:] Internetowy atlas metod kartograficznych [on-line]. 2010-2012. [dostęp 2018-06-28]. [zarchiwizowane z tego adresu (2016-03-16)].